# Chemins de fer de la NÖVOG
Les chemins de fer de la NÖVOG (en allemand : Niederösterreichische Verkehrsorganisationsgesellschaft Bahnen) constituent un réseau de transport de passagers par chemin de fer local desservant le land de Basse-Autriche et une partie du land de Styrie en Autriche. Il est exploité par la société d'État NÖVOG, propriété à 100 % du land de Basse-Autriche.

## Histoire
La Société NÖVOG est fondée en 1993. Elle est sous-contractante de l'ÖBB pour l'exploitation de lignes locales à compter de 1996, puis commence l'exploitation de chemins de fer locaux et touristiques l'année suivante.

## Lignes

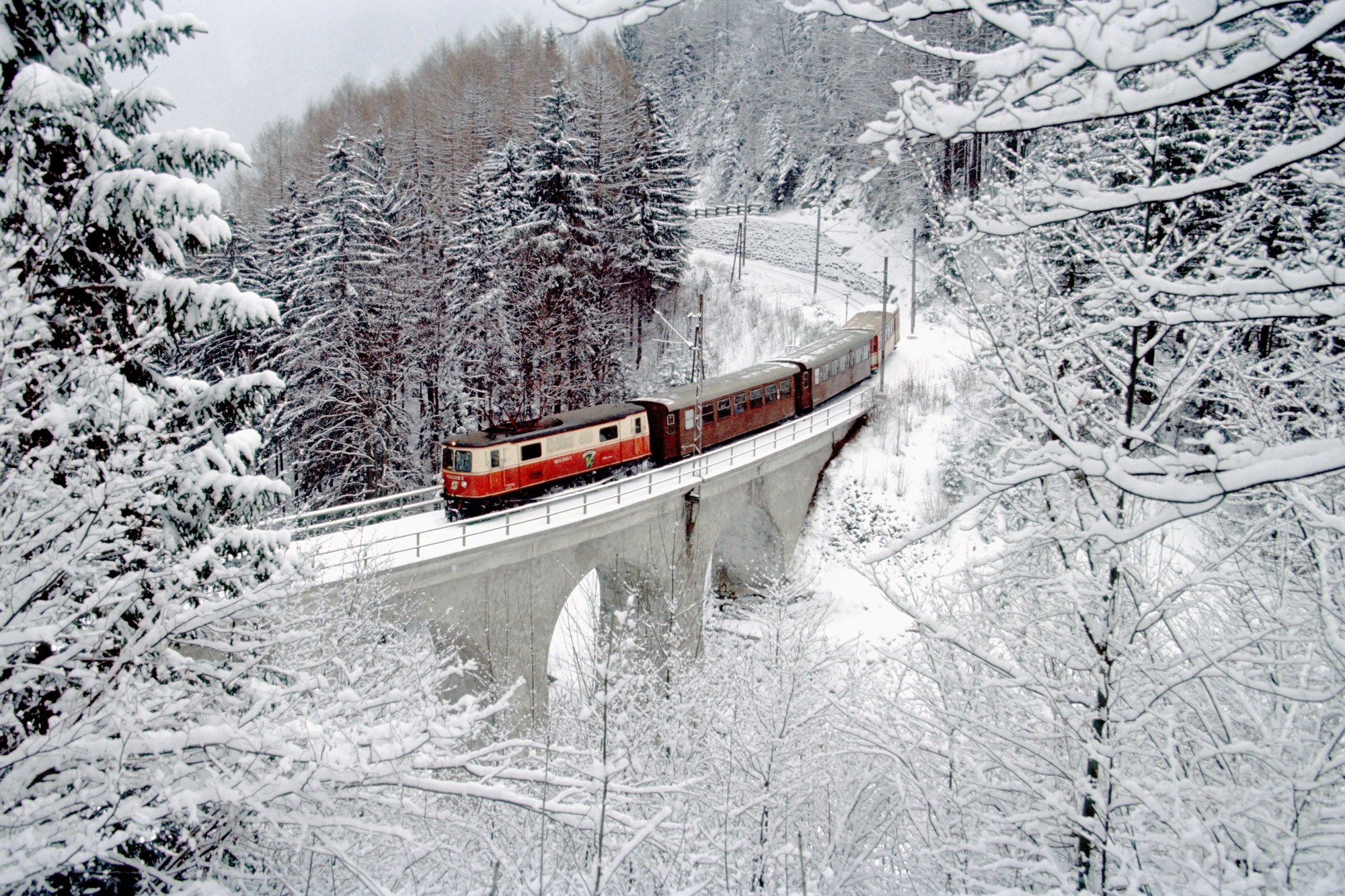
Le parcours du chemin de fer de Mariazell franchit de nombreux viaducs en pierre

### Chemin de fer de Mariazell
Cette ligne de chemin de fer à voie étroite à vocation locale et touristique relie Sankt Pölten, capitale de la Basse-Autriche, à Mariazell, lieu de pèlerinage de Styrie, sur une distance de 91 kilomètres.

### Chemin de fer de Schneeberg

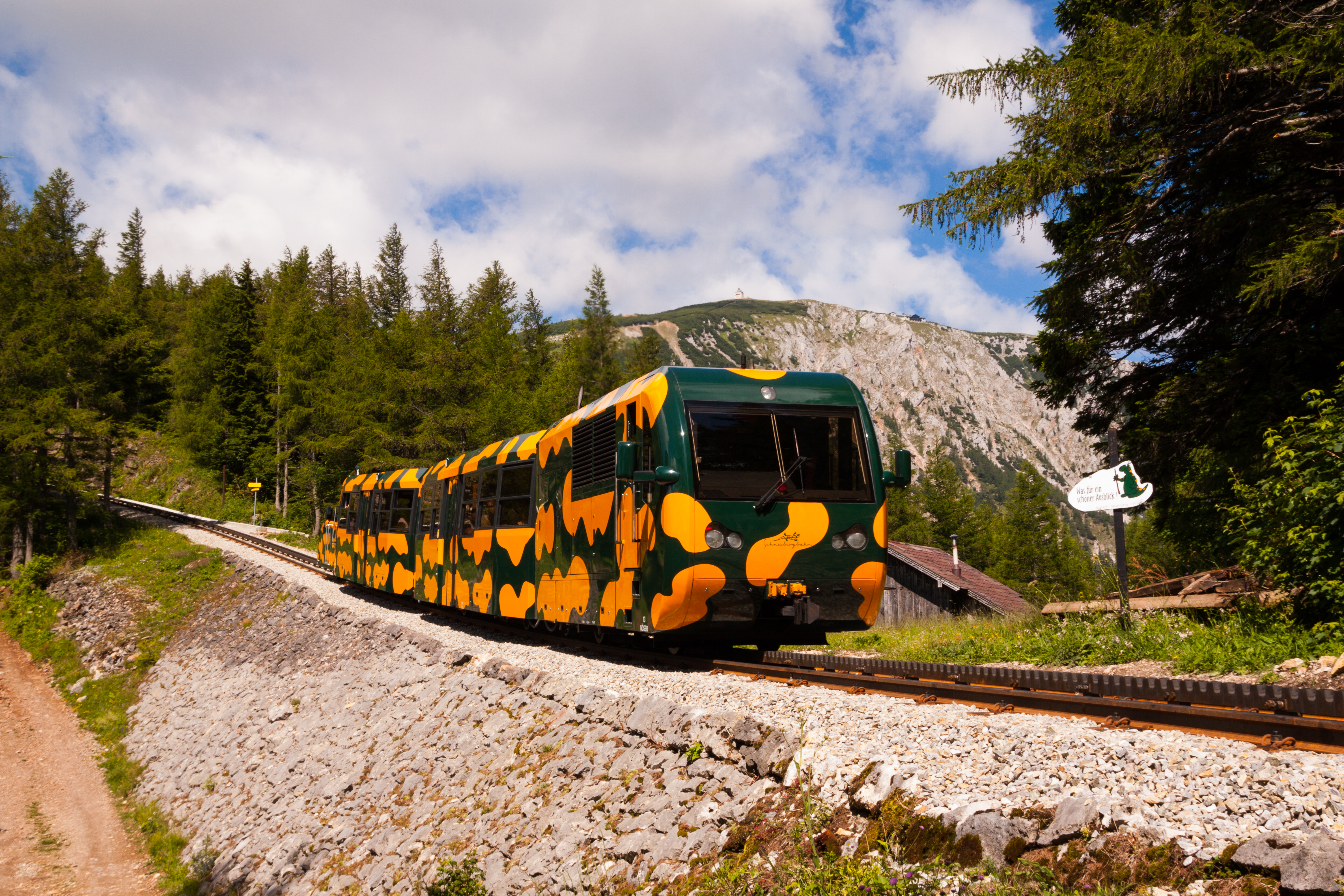
Le Salamander sur le chemin de fer de Schneeberg

Cette ligne de chemin de fer touristique à voie étroite et à crémaillère relie Puchberg am Schneeberg au haut plateau du massif de Schneeberg sur une distance de 10 kilomètres. Les trains qui y circulent sont tantôt mus par la vapeur, tantôt par le diesel.

### Chemin de fer du Waldviertel

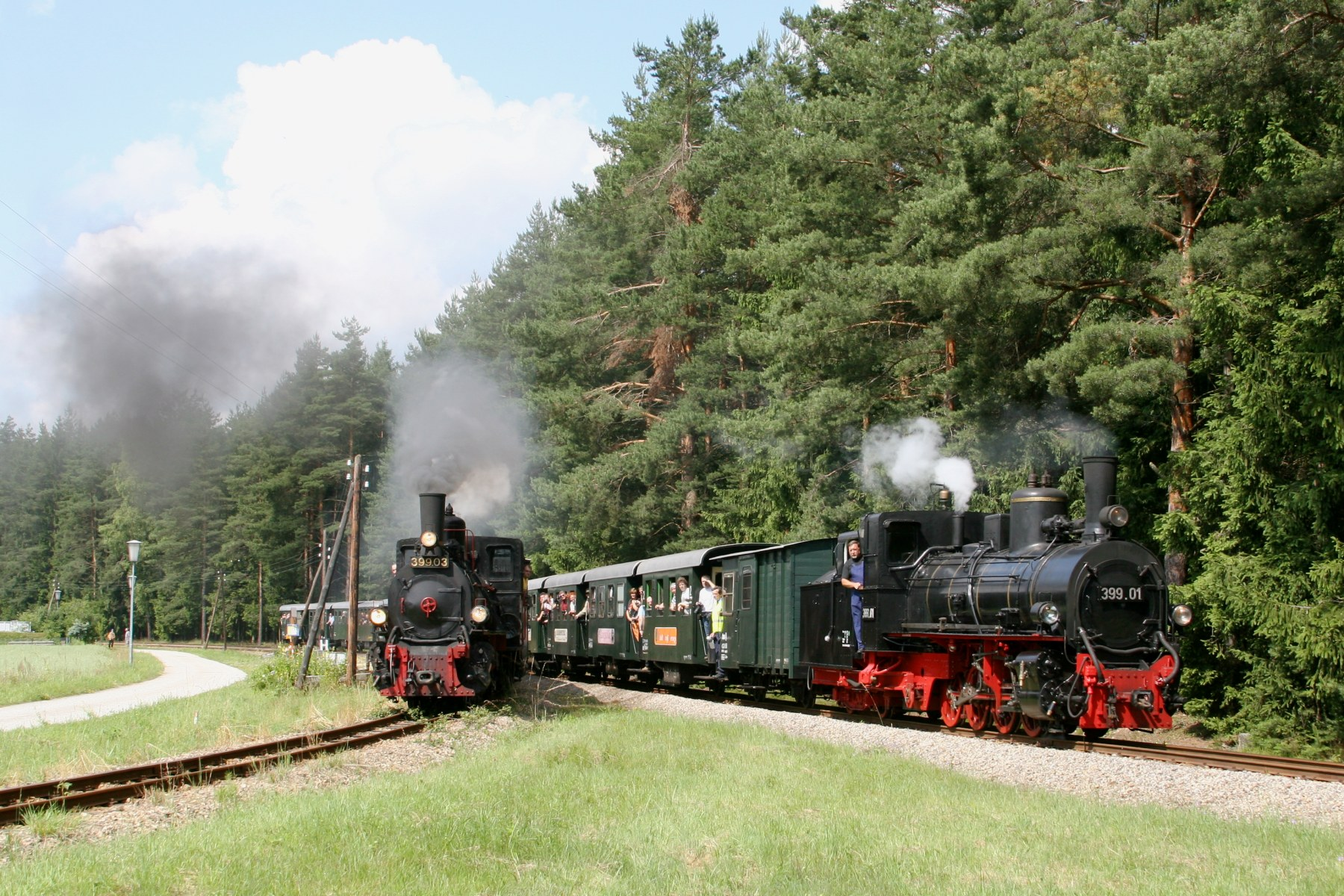
Des trains à la vapeur sur le chemin de fer du Waldviertel

Depuis 2001, le service régulier de passagers de cette ligne à voie étroite est remplacé par un train touristique à vapeur.

### Chemin de fer du Wachau

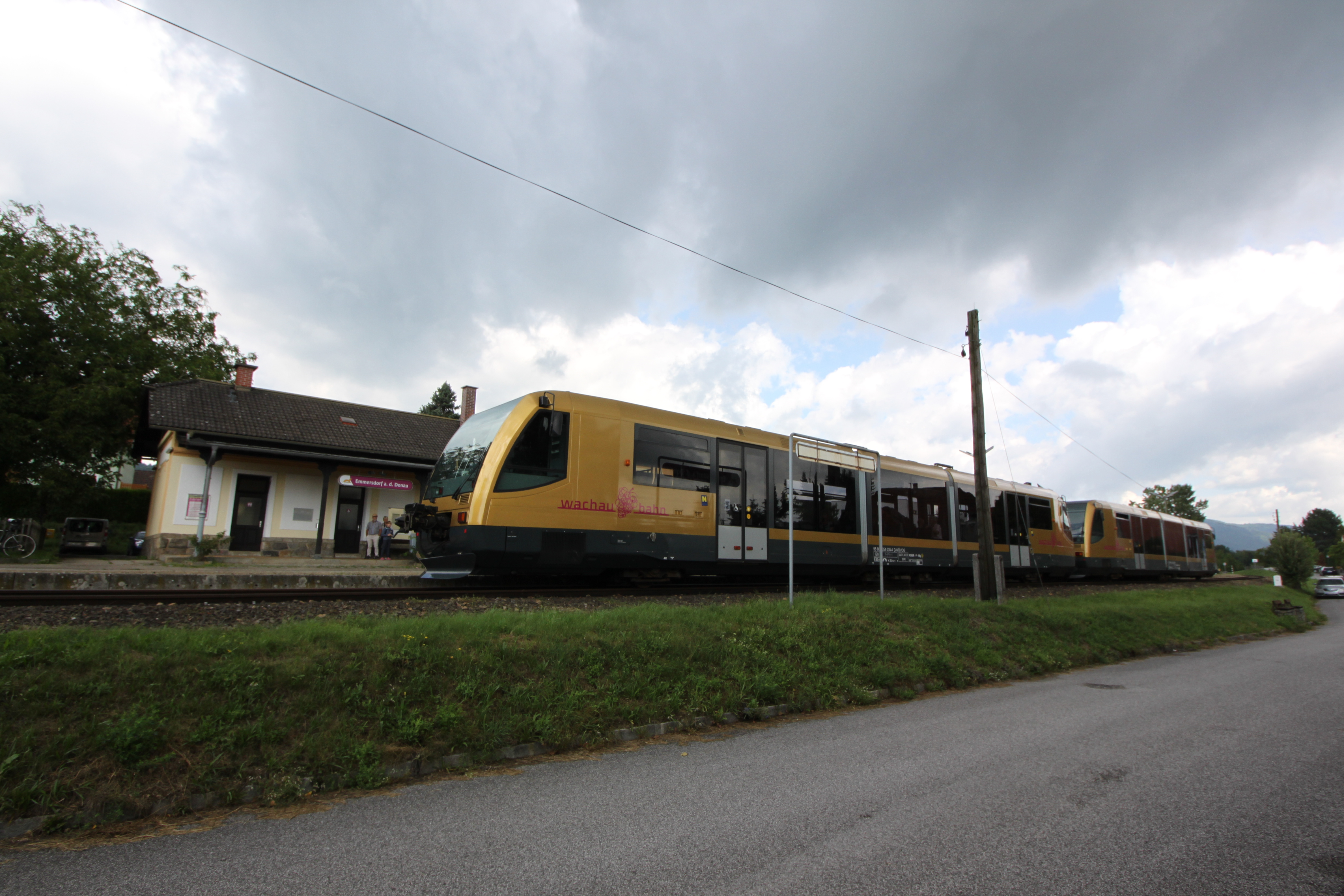
La ligne du Wachaubahn est opérée avec des automotrices

Cette ligne de chemin de fer à vocation régionale et touristique relie Krems et Emmersdorf dans la région viticole de la vallée du Danube.

### Citybahn Waidhofen

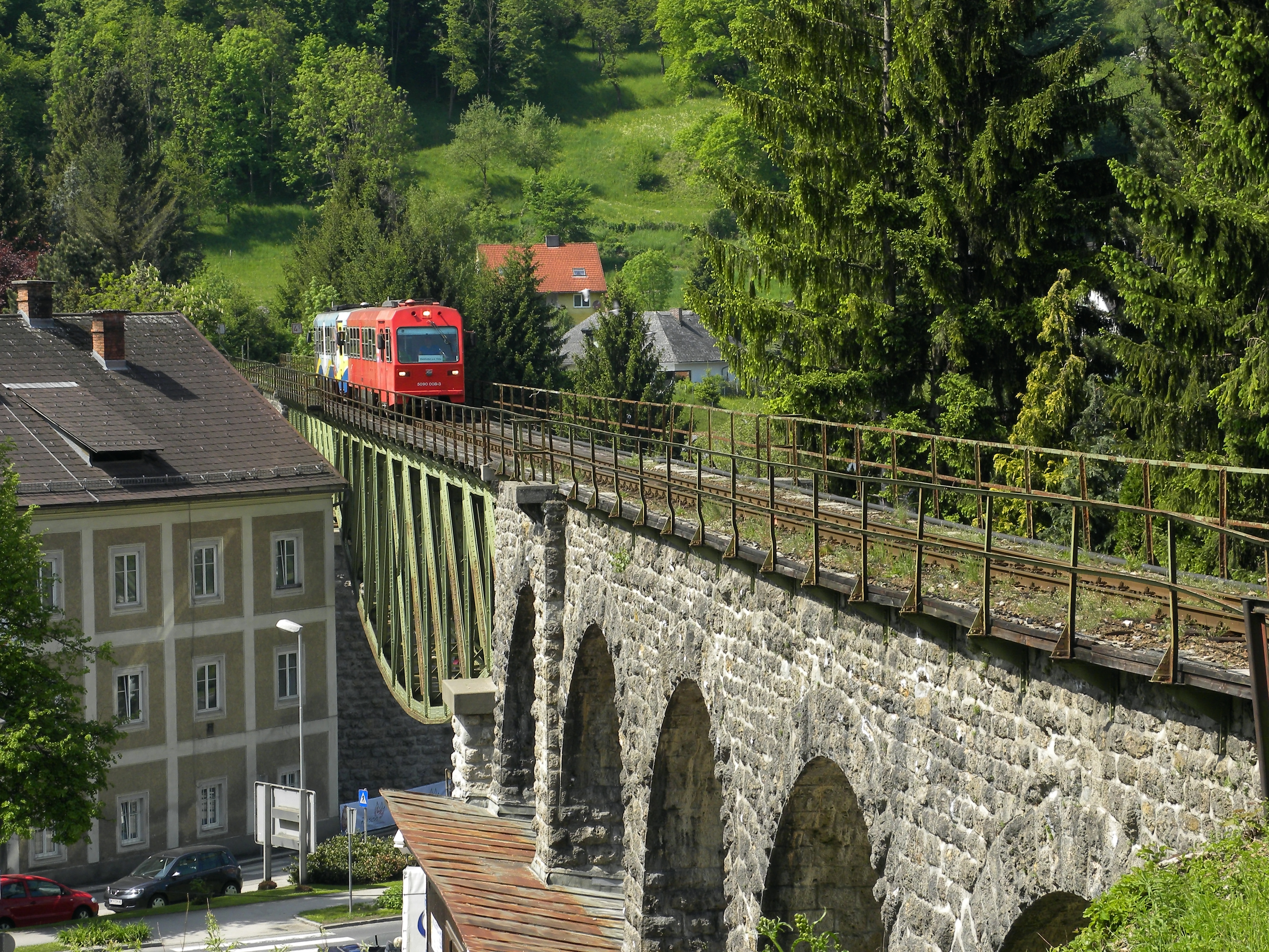
Le Citybahn Waidhofen relie les quartiers de la ville sise au creux de la vallée de l'Ybbs

Le Citybahn Waidhofen est un tram-train qui relie les quartiers de Waidhofen an der Ybbs en empruntant les voies étroites du chemin de fer à de la vallée de l'Ybbs sur une longueur de 5,5 kilomètres.

### Reblaus Express
Le Reblaus Express est un train touristique qui met en valeur le patrimoine ferroviaire du Waldviertel avec une liaison Retz―Drosendorf-Zissersdorf dans le nord de l'État.